# Hamza Yassin
Hamza Ahmed Yassin (* 22. února 1990) je britský kameraman, fotograf a moderátor na téma divoké přírody, známý pro svou roli Rangera Hamzy na dětském televizním kanálu CBeebies a svou prací na pořadech, jako je Countryfile a Animal Park, stejně jako uváděním pořadů o skotské přírodě. V roce 2022 vyhrál dvacátou sérii soutěže BBC Strictly Come Dancing.

## Životopis
Yassin se narodil v Súdánu 22. února 1990 a ve věku osmi let se přestěhoval do Northamptonu ve Spojeném království, aniž by uměl anglicky. Poté, co byl diagnostikován jako dyslektik jako teenager, když byl studentem Wellingborough School, byl po zbytek svých studií podporován. Poté získal titul v oboru zoologie a ochrany přírody na Bangorské univerzitě a magisterský titul v oboru biologické fotografie a zobrazování na Nottinghamské univerzitě.

## Kariéra
Když mu bylo 21, Yassin se přestěhoval na Skotskou vysočinu, aby studoval místní divokou zvěř a rozvíjel svou kariéru; a teď (2020) žije v Kilchoanu.
Yassin je známý díky pořadům CBeebies Pojďme se projít, v roli Strážce Hamzy a na základě seriálu napsal knihu. Koncem roku 2020 představil Scotland: My Life in the Wild, jednorázový dokumentární film Channel 4 o svém životě a divoké zvěři žijící na poloostrově Ardnamurchan ve Skotské vysočině.
Yassin se objevil v The One Show a jako hostující moderátor na Countryfile a v roce 2021 se připojil k seriálu BBC Animal Park o životě chovatelů a zvířat v Longleat Safari Park. Ve stejném roce představil Scotland: Escape to the Wilderness, čtyřdílnou sérii Channel 4, do které pozval čtyři celebrity (Martina Clunese, Baronku Warsi, Bena Millera a Richarda Colese) do divokých míst ve Skotsku a ukázal jim místní divokou přírodu.
V roce 2022 se objevil jako soutěžící ve dvacáté sérii Strictly Come Dancing ve spolupráci s Jowitou Przystałovou. Dne 17. prosince 2022, přestože skončili ve finále na konci žebříčku, byli vyhlášeni jako vítězové série, což také znamenalo, že Przystał vyhrála Glitterball, když poprvé měla partnera celebritu.